# Golf Club Padova
Il Golf Club Padova si trova a Galzignano Terme, immerso nel verde dei Colli Euganei.

## Storia
Il Golf Club Padova, fondato nel 1962, è il primo club ad essere stato istituito nella provincia di Padova. Il campo si trova nell'incantevole località di Valsanzibio, frazione del comune di Galzignano Terme. 
Nel 2020, è stato valutato come il primo in Veneto e l'undicesimo in Italia.

## Percorso
Il percorso di gioco prevede tre varianti, per un totale di 27 buche, che si snodano su oltre 700 ettari di terreno, piantumati con circa 8.000 alberi e cespugli, selezionati da esperti secondo criteri paesaggistici e tecnici. Si tratta di un vero e proprio parco botanico, in cui si alternano, disposti strategicamente, laghetti e isole di sabbia, secondo il progetto dei rinomati architetti John Harris e 

## Presidenti del Golf Club Padova
- Iginio Kofler (1962-1973)
- Benedetto Sgaravatti (1974-1982)
- Umberto Minciarelli (1983-1985)
- Ascanio Calvi di Bergolo (1986-2003)
- Giampiero Becherucci (2004-2009)
- Claudio Giordano (2009-2014)
- Francesco Zanotto (2014-2022)
- Alvise Arvalli (2022-)